# Вељаки
Вељаки (итал. Vegliacco) су насељено место у саставу општине Кршан у Истарској жупанији, Хрватска. До територијалне реорганизације у Хрватској налазили су се у саставу старе општине Лабин.

## Становништво
Према последњем попису становништва из 2011. године у насељу Вељаки живело је 120 становника.
| година пописа  | 1857 | 1869 | 1880 | 1890 | 1900 | 1910 | 1921 | 1931 | 1948 | 1953 | 1961 | 1971 | 1981 | 1991 | 2001 | 2011 |
| бр. становника | 0    | 0    | 194  | 178  | 190  | 193  | 0    | 0    | 201  | 219  | 173  | 160  | 141  | 133  | 112  | 120  |

Напомена:У 1857. 1869. 1921. и 1931. подаци су садржани у насељу Кршан